# ラインメタル/マウザー・ヴェルケMG34機関銃
ラインメタル/マウザー・ヴェルケMG34機関銃（ラインメタル マウザー・ヴェルケMG34きかんじゅう、Maschinengewehr 34、MG34またはMG-34）は、1934年に制式化され製造されたドイツ国の機関銃である。1935年に量産に移行した。空冷式で7.92x57mmモーゼル弾を使用しており、世界初の本格的汎用機関銃（銃架により軽機関銃・重機関銃としても多用途に使える）であった。

## 経緯

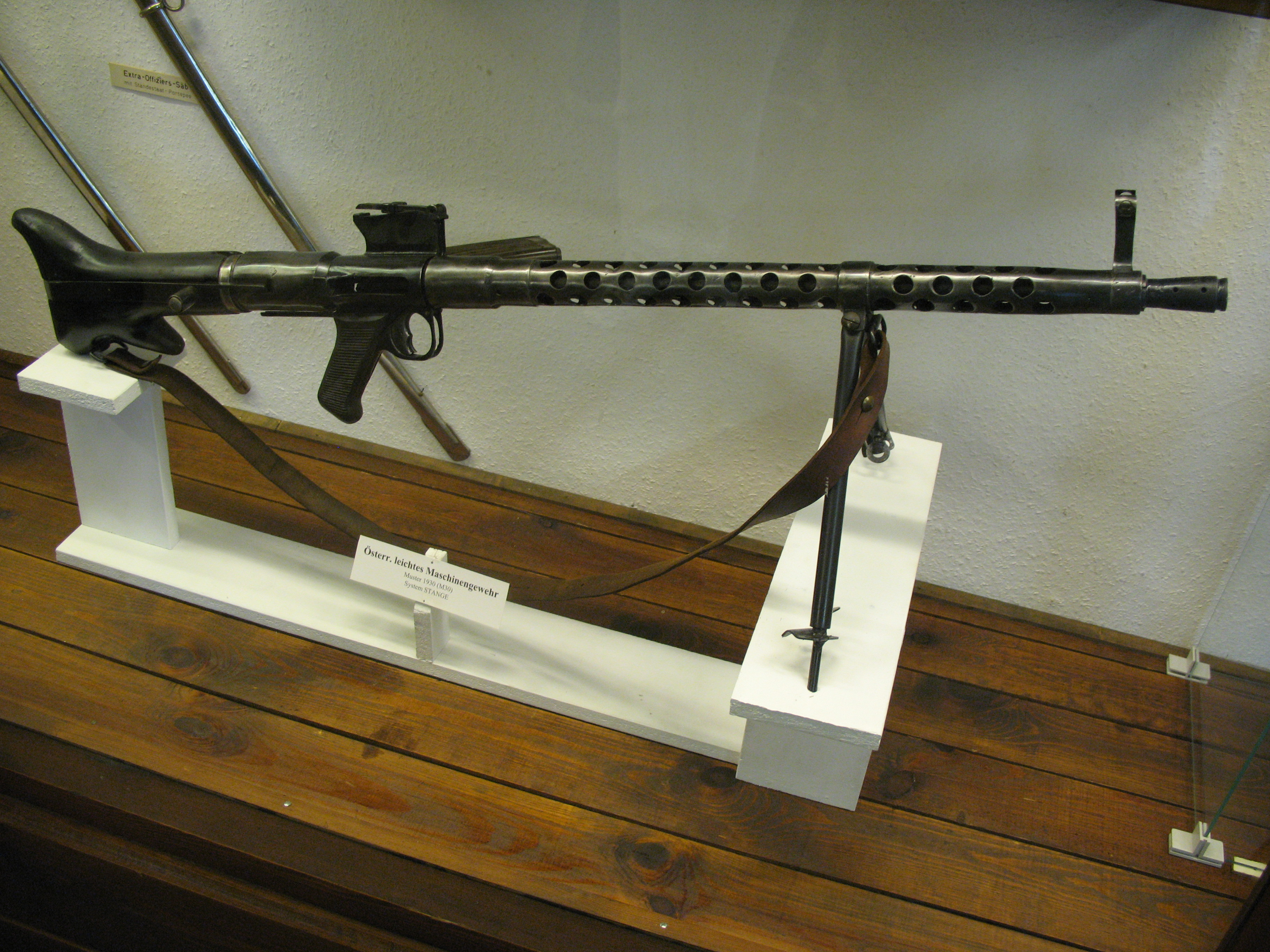
MG30

MG34は、歩兵用の主力機関銃として1930年代から使われ、戦車の車載機関銃や、連装銃架に載せた対空機関銃としても使われた。
歩兵用としては、後に登場したMG42に取って代わられたが、結局古い機関銃を置き換えながら、MG34とMG42の双方とも第二次世界大戦の終戦まで使われ続けた。
これは、それまでの戦車のボールマウントや機銃架がMG34用に作られており、角ばったバレルシュラウドのMG42は装備できなかったことや、狭い車内ではMG42よりも銃身の交換が容易であったことも一因で、規模こそ縮小されたものの、MG34も車載用途に終戦まで量産され続けた。
MG34は1935年の量産開始から1945年のドイツ敗戦までの間に約44万挺が製造された。以下は生産会社と製造数である。
- Gustloff（グストロフ）：130,000挺
- Rheinmetall（ラインメタル）：70,000挺
- Mauser（マウザー）：60,000挺
- Steyr（シュタイアー）：7,000挺
- Waffenwerke Brünn（ブルーノ造兵廠）：175,000挺

合計 442,000挺
設計の基礎となったのは、ラインメタル社（Rheinmetall）のルイス・シュタンゲ（Louis Stange）がスイスのゾロターン社で設計した空冷式機関銃である、ゾロターンM1929（MG29）、後にオーストリア軍とハンガリー軍が採用するMG30である。
1932年からマウザー・ヴェルケ社（Mauser Werke）のハインリッヒ・フォルマー（Heinrich Vollmer）がMG30の改良設計を行い、1934年に完成した。

主な設計変更点は、25発入りのバナナ型弾倉専用だったものをベルト式・ドラム弾倉式に変更し、軽機関銃的傾向が強かったものに汎用性をもたせたことである。銃口に追加されたラッパ型消焔器を兼ねたマズルブースターにより、発射速度は毎分800-900発を実現した。また、オープンブリーチ（非射撃時は薬室が開放状態）機構となり、射撃終了後の空冷効果を高めた。過熱した銃身は磨耗を防ぐために250発ごとに交換する必要があり、機関銃チームは常に予備の銃身を持ち歩いていた。銃身の交換作業は、アスベスト製耐熱グローブを着用の上、固定を解いた尾筒部を回転させて銃身の軸線から外し、銃身を後ろへ引き抜くことで簡単に行うことができた。
この新しい銃は直ちにMG34として制式化され、スペイン内戦におけるファシストを支援する際、その威力を発揮した。その後もドイツ陸軍の汎用機関銃として愛用され、その概念は他国の機関銃に大きな影響を与えた。
しかし、部品の多くが職人による精密な削り出し加工に頼る設計で、空冷用の銃身ジャケットですら、単なる孔の空いた鉄パイプではなく前後で肉厚が変化した凝り過ぎた作りであった。また1挺を製造するために鉄鋼49kgが必要など歩留まりが悪く、高価な兵器であり、常に拡大し続けていたドイツ軍の需要に応えることができなかった（故に、後により安価で大量生産に向いたMG42が開発された）。さらに、歩兵用としては汚れに過敏な傾向にあり、前線の過酷な環境では排莢不良（ジャム）を起こすことが多かった。

## 特徴

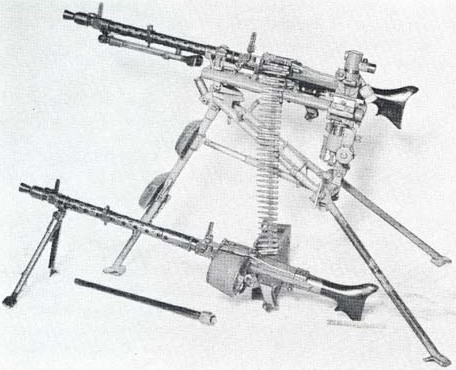
二脚と三脚、一番下の棒状のものは予備銃身

MG34は、ベルト給弾とドラムマガジン給弾の両方に対応している。MG34は、基本、ベルト給弾方式を採用したが、対空射撃時に円滑な弾薬供給ができる、狭い車内でも取り回しが容易になる、などの理由で、ドラムマガジン給弾方式も採用することになった。
ベルトは連結式（非分離式）メタルリンクで、50発ベルトを内蔵するドラムマガジン「グルト・トロンメル（Gurttrommel）」（弾倉に特別な機構は無く、円筒形の空箱。グルトは「帯」、トロンメルは「太鼓」の意）や、250発/300発収納の金属製弾薬箱「パトローネンカステン（Patronenkasten Für MG）」から給弾された。バラ弾を空のベルトリンクに装弾するには、装弾機「グルトフュレル34」「グルトフュレル41」や人の手が使用された。 
この他、連結式メタルリンクの付いていないバラ弾をゼンマイで送り出す、左右合わせて75発入りのサドル型ドラムマガジン（ドイツ語でドッペル・トロンメル（Doppeltrommel））「パトローネントロンメル 34、Patronentrommel 34、PT-34」があった。
PT-34は、空軍の航空機関銃であったMG15用の「Doppeltrommel 15、DT-15」のデザインを基に、少しばかりの改修を加えて新たに開発した物である。PT-34は、主に対空射撃を任務とする部隊と装甲車輌の車載機銃用として使用された。当初は対空用や車載用に一定数が生産されたものの、1939年に50発分のベルトを格納できるグルト・トロンメルが採用され、大戦中期には一線を退いていた。MG15用のDT-15とMG34用のPT-34は、ほぼ同じ形状であるが、DT-15はMG34には使用できなかった（ただし、DT-15からマガジンリリース金具を取り外し、装弾数を半分程度にすれば、使用可能）。PT-34はMG15にも使用可能であった。
サドル型ドラムマガジンを使用するためには、MG34のフィードトレイとベルト給弾用フィードカバーを取り外し、サドル型ドラムマガジン専用の、上面にダストカバー付き給弾口が開いたフィードカバーに交換しなければならなかった。なお、サドル型ドラムマガジンはMG42には使用できなかった。
サドル型ドラムマガジン中央の送弾口をフィードカバーの給弾口に挿し込むと、実包が左右のドラムマガジンから交互に千鳥足状に並んで給弾された。
レシーバー（機関部）上方のフィードカバーは、レシーバー内部のボルトと連動してベルトを引き込み、連続射撃を可能とする。MG34はベルトの引き込み力が弱く、50発ベルト1本であれば問題無いが、2本以上をつなげた状態では作動不良を起こす可能性が高くなるので、長いベルトを使う場合は補助給弾手を配置する。一人で射撃する場合は、短いベルトかドラムマガジンを使う。
一見すると、レシーバー左側に給弾口があるように見えるが、ベルトをレシーバーとフィードカバーの間に挟んでいるだけである。フィードカバーは、前方にヒンジがあり、銃身側へ大きく開く。通常は左側からの給弾であるが、最小限の部品交換（フィードアームとフィードトレイとベルトリンク送り部）で、右側からの給弾にも対応できるよう設計されている。
レシーバー右側にはコッキングハンドルがあり、その前方の開口部からは空のベルトリンクが繋がったまま排出される。
MG34のコッキングハンドルは、引けば勝手に前進して元の位置に戻るのではなく、押して戻さなければならない。
レシーバー下面にはエジェクションポートがあり、撃ち殻薬莢は真下に勢いよく排出される。エジェクションポートに装備されたダストカバーはトリガーに連動して自動的に開く。
ベルトをフィードカバーで挟んで給弾する点や、簡単な部品交換で左右どちらからでも給弾可能な点や、リンク（M2は分離式）が給弾側の反対側から排出される点や、空薬莢が下側に排出される点など、アメリカ軍のブローニングM2重機関銃と共通する点が多い。
極初期生産品のみ、ピストルグリップ内部に発射速度を調整（毎分500発～900発）できる機構が装備されている。
トリガーにはセミオートとフルオートの選択機能があった。 「E」(Einzelfeuer) の刻印がある上半分の窪みを引くとセミオート（単発）で、「D」（Dauerfeuer）の刻印がある下半分の窪みを引くとフルオート（連発）である。 この機能はMG13やMG30と共通する。MG42のトリガーにはこの機能は無かった。
軽機関銃として使用するための標準装備の二脚を使用した場合、重量は12.1kgである。二脚は先端だけでなく、銃身の付け根にも装着可能であった。さらに、重機関銃として用いるための大型の三脚Lafette 34（ラフェッテ34、20.0kg）がある。これは遠距離射撃のためのプリズムスコープを装着し、これにより3km先の敵を制圧できた。また、三脚は姿勢を変更し34型高射具を装着することで、対空銃架にもできた。連射の反動で肩からずれるのを防ぐため、銃床は下方前部にトリガーを引く手とは反対の手（右手でも左手でもよい）を添えられる突起部（ハンドレスト）が設けられている。木製と黒いベークライト樹脂製の銃床があった。
また、塹壕内に隠れたまま潜望鏡式の反射板を使用した直接照準射撃が可能な特殊型もあった。しかし、この特殊型は凝りすぎた作りの割に効果は今ひとつで、ほとんど製造も使用もされなかった。

## 運用

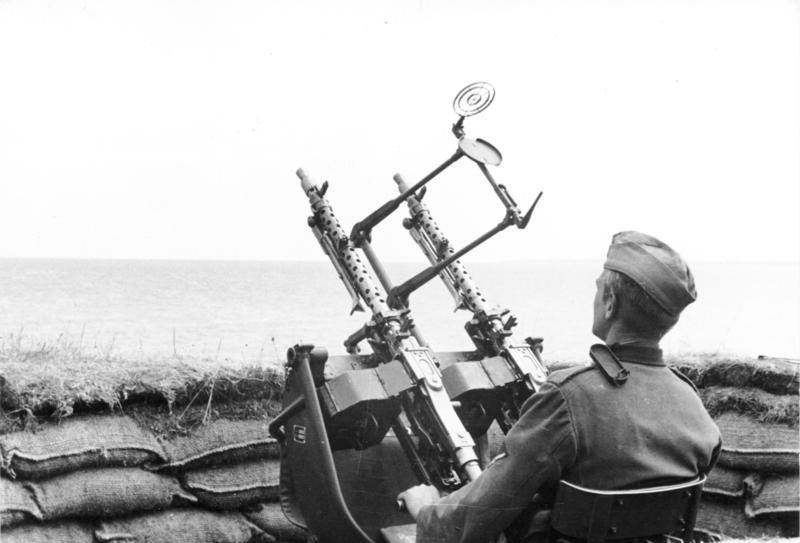
対空用の36式連装銃架。各銃のレシーバー左側に150発入りの弾倉が付いている。

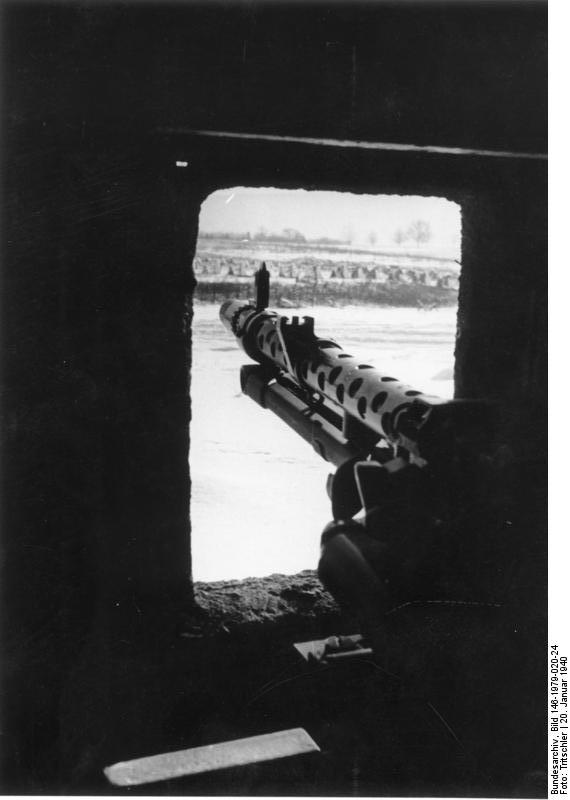
バンカーの銃座に配置された例 ジークフリート線。銃身ジャケットの中ほどに見えるのは対空照準器を取り付けるためのブラケット(1940年)

重機関銃として運用する場合
一個大隊に一個機関銃中隊が編成され、一個中隊は三個の機関銃小隊と一個の迫撃砲小隊から編成された。
機関銃小隊の編成は5人で一挺を扱う班として一個分隊に二挺、一個小隊で四挺を装備した。弾薬は定数として一挺あたり3,450発を常備していた。これは機関銃班の弾薬手が1人500発を持ち、一班で1,000発を携帯していた、他は小隊の行李（荷物運び用分隊）が馬車やトラックなどで運んでいた。
軽機関銃として運用する場合
歩兵分隊に一挺ずつが配備された。

### 車載機銃としての運用
MG34は上記の他、戦車や装甲車などの車載機銃として終戦まで使用された。それは終戦までMG34に代わる車載機関銃が開発されなかったからだ。汎用機関銃の後継にはMG42などがあったが、それらは車両内部から銃身を交換できるようには設計されていなかったために、こちらの方がより普及した。
ただし、Sd.kfz234を含めたオープントップの装甲車や後期の一部の中戦車などには、例外的に取り付けられた。

### 艦艇での運用
艦艇における自衛火器としても使用されている。大戦期のドイツ海軍では、この銃を対空用途などで使用した。
また、2020年代現代においても、ギリシャ海軍において同じような使用例が確認されている。

## 派生型
1930年代の後期から、プレス部品の多用による生産性の向上と低価格化のための努力が開始され、MG34/41Sとして完成した。また、高い発射速度が殺傷能力を高めることが実戦で証明されたため、フルオート作動専用の簡易型となり、発射速度は毎分1,200発に向上、重量は14.0kgとなった。これは限定生産され、うち300挺は東部戦線に送られた。

車載機銃としては、大戦初期まで、通常型MG34が使用されてきたが、過酷な戦場における、銃身の変形・破損が多いため、バレルジャケットを装甲化した車載型MG34が、1941年2月2日に採用された。
車載型MG34は、MG34T Panzerlauf（パンツァーラウフ）または Panzermantel（パンツァーマンテル）と呼ばれ、いくつかの改修が加えられていた。
車内での取り回しを良くするために銃床が取り外された（車外での運用や対空用に再び取り付けることも可能）。銃身を覆う防弾ジャケットは、歩兵用の放熱ジャケットに較べ、冷却孔が減らされた。部品交換で左右どちら側からも給弾できた。車体前方機銃として運用した場合、バランスの関係で銃身が上がり気味となるため、カップ型の装置をつなげ、射撃手の頭に被せることで、腕にかかる負担を軽減していた。主砲同軸機銃は、戦車長用キューポラに取り付けられた銃架に移設し、対空用としても用いられた。車外戦闘を想定して、銃床や二脚架やフロントサイトアッセンブリーをセットにしたコンバージョンキットが車内に用意されていた。
車載型MG34は、III号戦車J型より導入された、新型ボールマウント「Kugelblende 50」と同時に使用開始され、MG42採用以後も、車輌マウントに適した車載型MG34が、終戦まで継続して使用された。
車載型MG34の生産は、主にマゲット（WaA11/cra)、ブルーノ造兵廠（WaA63/dot）、グストロフ（WaA4/dfb)で行われ、生産数は4万～5万挺程度と、推測されている。
なお、同じ車載用でも、突撃砲や装甲兵員輸送車に搭載されるものは、歩兵用の通常型MG34を用いていた。
ボールマウントに装備される車体前方機銃のMG34には、1.75倍率の光学照準器 KZF2（Kugel Zielfernrohr 2）が付属する。機関銃本体からやや離れた位置で接眼レンズに顔を付けられるよう、クランク型となっている。射距離に合わせたレティクル位置の調整機構がなく、レティクルは射距離200 mに固定されている。そのため有効射程も200 mとなっており、遠距離射撃は考慮されていない。
戦車の主砲同軸機銃として用いられる場合は、主砲の右側に設置され、主砲の左側に配置された砲手が発砲した。照準器は主砲用と兼用であった。
戦車の狭い車内では、弾倉や弾薬箱ではなく（※全く使用されないわけではない）、嵩張らず横に張り出さない布製弾薬袋「グルトザック（Grutsack）」が主に使用された。ベルトリンクで結合された7.92×57 mm弾を150発収納し、車体前面のボールマウント、主砲同軸、対空射撃用銃架、のいずれも、布製弾薬袋から給弾された。また給弾用途以外に、空の布製弾薬袋を銃架の下部に装着し、薬莢回収袋としても使用された。布製なので、未使用時は折り畳み可能。

## 登場作品

### 映画・テレビドラマ
『CSI:科学捜査班』
第12シーズン「殺人兵器」に登場。隠し部屋の壁に掛けてある。
『スター・ウォーズ・シリーズ』
『スター・ウォーズ エピソード3/シスの復讐』
クローンがMG34に酷似したストックの銃を所持している。
『スター・ウォーズ エピソード4/新たなる希望』
ストームトルーパー（サンドトルーパー）の装備として登場。デス・スター内でも使用する場面がある。後に「DLT-19 Heavy Blaster Rifle」という制式名称が設定された。
上記2作に登場したものは、銃身が抜かれ機関部が塞がれたプロップガンだが、『スター・ウォーズ』シリーズで使われている他の実銃改造プロップガンとは異なり、外観はオリジナルのまま使われている。

『空飛ぶモンティ・パイソン』
第2シリーズ第8話の狩猟を舞台にしたスケッチでハンターが使用している。ただし、標的は「蚊」である。
『ヒトラー 〜最期の12日間〜』
ロシア製PK機関銃をMG34に模して改造したものが登場。ロケ地サンクトペテルブルクのドイツ軍リエナクトメント団体が所有するプロップガンである。
『フューリー』
ティーガーIの同軸と前方機銃として登場する。主人公らが乗るM4A3E8 シャーマン、通称「フューリー」に対して牽制目的で射撃を行う。
『プライベート・ライアン』
ティーガーIの前方機銃として登場する。
『炎628』
パルチザンと後半で村を襲撃するアインザッツグルッペンが使用。実銃とプロップガンの2種類が登場しており、実銃の発砲シーンも登場する。
劇中でドイツ兵が使用したものはPK機関銃をMG34に似せて改造したプロップガン（『ヒトラー 〜最期の12日間〜』などに登場するものと同様）であり、パルチザンが使用したものは実銃である。
『ワンス・アンド・フォーエバー』
終盤、北ベトナム軍が突撃してくるアメリカ軍を迎え撃つのに登場。米軍の航空攻撃によって発砲する前に掃討されている。

### 漫画・アニメ
『ウクライナ混成旅団』
単行本「幻の豹 The Panther in Ukraina 1950」または「独立戦車隊」収録作品。ウクライナ混成旅団がラーゲリから奪った武器の1つとして本銃が2丁登場し、同じくラーゲリから奪ったV号戦車パンターの同軸と車体前方に1丁ずつ搭載する。
『ガールズ&パンツァー』
ドイツ戦車の前方機銃、同軸機銃として登場。
『風の谷のナウシカ』
ナウシカの持っている単発式ボルトアクション小銃である「長銃」（全長約1.5m）の外見はMG34等をモデルにしている。
『ストライクウィッチーズ2』
第10話に登場したハンナ・ユスティーナ・マルセイユが使用。
『翡翠峡奇譚』
ククルカンを追うドイツ親衛隊が装備。精霊魔法を繰り出す相手にはMP28では火力不足との判断から、最大の切り札として車のルーフ上に設置。メキシコ市内でカーチェイスしつつ発砲を繰り返す。
『ルパン三世 カリオストロの城』
カリオストロ城のバルコニーに設置された火器として登場。クラリスを連れて脱出しようとしたルパンはこれにより銃撃される。
発砲された弾数に応じて薬莢が排莢される描写など、当時のアニメーション作品としては異例の細かい描写がなされているが、薬莢が本体側面から排出されている、という誤りがある。実際にはMG34では射撃後の薬莢は本体下面から排出され、本体右側面から排出されるのは接続された状態のメタルリンクのみである。

### ゲーム
『HIDDEN & DANGEROUS 2』
ドイツ製戦車に装備されており、プレイヤーも使用可能。
『War Thunder』
ドイツ製の戦車や装甲車の車体、同軸機銃や対空機銃などとして数多くの車両に装備されている。艦艇の対空機銃などとしても装備されている。
『コール オブ デューティシリーズ』
『CoD:UO』
ドイツ軍のマシンガンとして登場する。
『CoD2:BRO』
ドイツ軍・イタリア軍のマシンガンとして登場する。
『CoD3』
ドイツ軍のマシンガンとして登場する。
『CoD:BO3』
ティーガーIIの車載機関銃として登場し、ドイツ軍兵士が身を乗り出して使用する。
『CoD:MW』
珍しく現代戦での登場。軽機関銃として登場する。キャンペーンでは古い装備が多いウルジクスタン解放軍及びアル・カターラが使用する。

『鋼鉄の虹 パンツァーメルヒェンRPG』、『ネットゲーム95　鋼鉄の虹 〜Die Eisenglorie〜』
グリューネラント軍制式汎用機関銃。また、I号戦車の搭載機銃としても登場する（MG13から換装されている模様）。
『スナイパーエリートV2』
ティーガーIおよびSd Kfz 222の車載機銃として登場する。
『戦場のヴァルキュリア』
セルベリア・ブレス大佐が使用しているRuhmがMG34。
『トータル・タンク・シミュレーター』
ドイツ製の戦車や装甲車の車体機銃や対空機銃などとして数多くの車両に装備されている。
『バトルフィールド1942』
IV号戦車およびティーガーIの同軸機銃として登場する。
『バトルフィールドV』
援護兵の武器として登場する。ドイツ軍のビークルにも搭載されている。
『Enlisted』
太平洋戦争以外のすべてのキャンペーンで枢軸側で使用可能。ドイツ戦車の多くに取り付けられている。

### その他
『紅い眼鏡』
主人公の所属する「特機隊」の標準装備として登場。
『ケルベロス・サーガシリーズ』
実写/アニメーション映画およびコミック、ラジオドラマなどを展開。
『犬狼伝説』
「特機隊（首都圏治安警察機構・特殊武装機動警備大隊）」突入隊員の主武装。作中では、「強化装甲服」を着用した人員により個人火器として運用されている。